# Dipodomys californicus
Dipodomys californicus es una especie de roedor de la familia Heteromyidae.

## Distribución geográfica
Es  endémica de los Estados Unidos.